# Alojzij Grozde
Lojze Grozde (27. května 1923, Zgornje Vodale – 1. ledna 1943, Mirno) byl slovinský básník a student, zavražděný komunistickými partyzány během druhé světové války. Katolická církev jej uctívá jako blahoslaveného mučedníka.

## Život

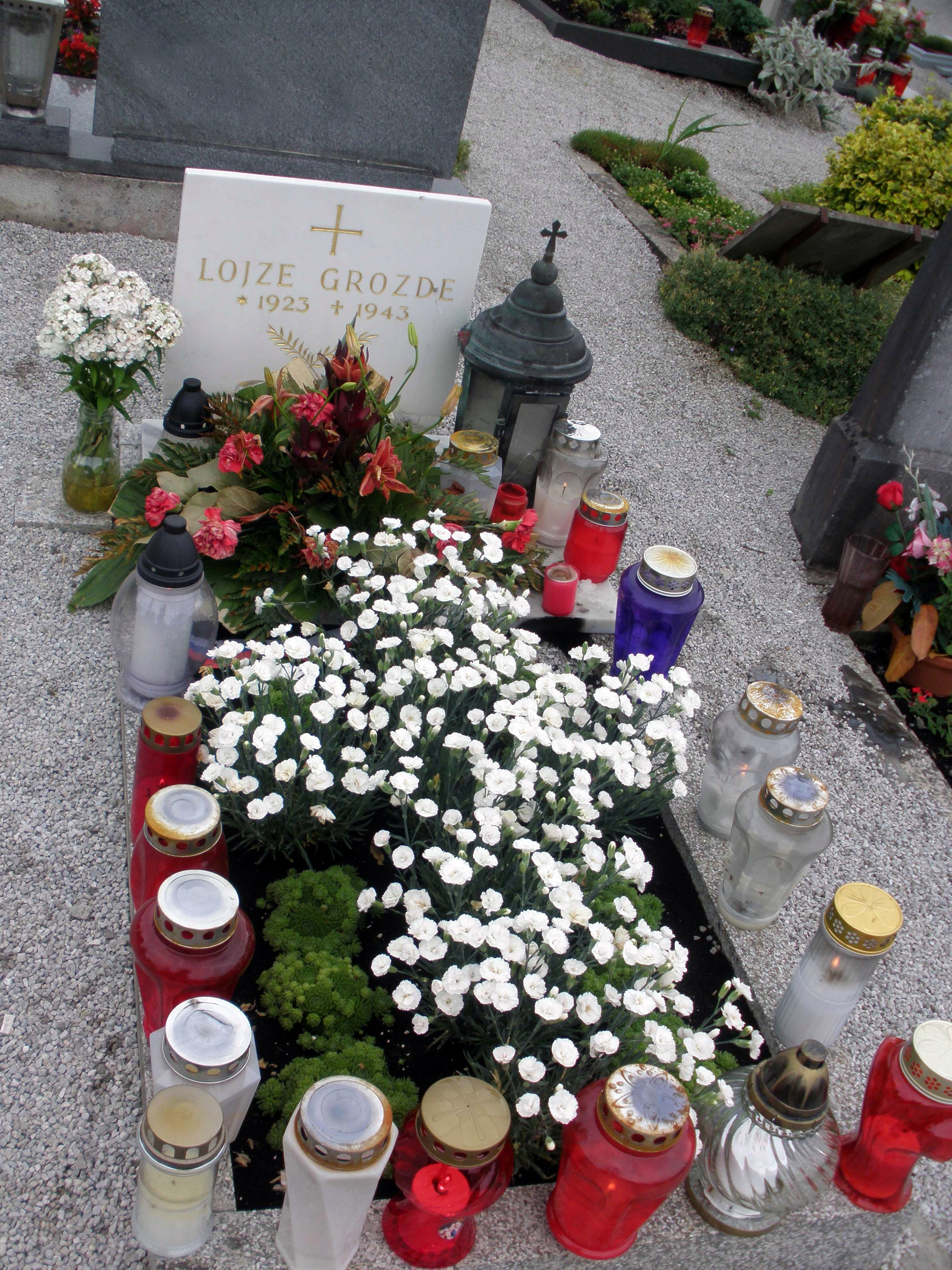
Hrobka v Šentrupertu, kde byly jeho ostatky uloženy do roku 2011

Narodil se dne 27. května 1923 v malé vesničce Zgornje Vodale v občině Sevnica v dnešním Slovinsku jako nemanželské dítě. Když mu byly čtyři roky se jeho matka se provdala za France Kovače, který se tak stal jeho nevlastním otcem. S nevlastním otcem zpočátku neměl příliš dobrý vztah, a tak jej matka poslala na výchovu k tetě. V dětství také pobýval u prarodičů a musel těžce pracovat v zemědělství. Během základních studií dosahoval vynikajících výsledků, pročež se s ním sblížil jeho otčím. Po dokončení základní školy absolvoval středoškolská studia v Lublani, kde byl ubytován na internátu. Během svých studií a pobytu v Lublani se začal zabývat psaní poezie a prózy. Byl členem hnutí Katolická akce a od 8. prosince 1936 Mariánské kongregace slovinských bohoslovců a kněží. Během studia oplýval zbožností a dalšími ctnostmi a uvažoval o studiu teologie a o tom, že se stane knězem. Poslední léta jeho studia byla poznamenána počátkem druhé světové války.

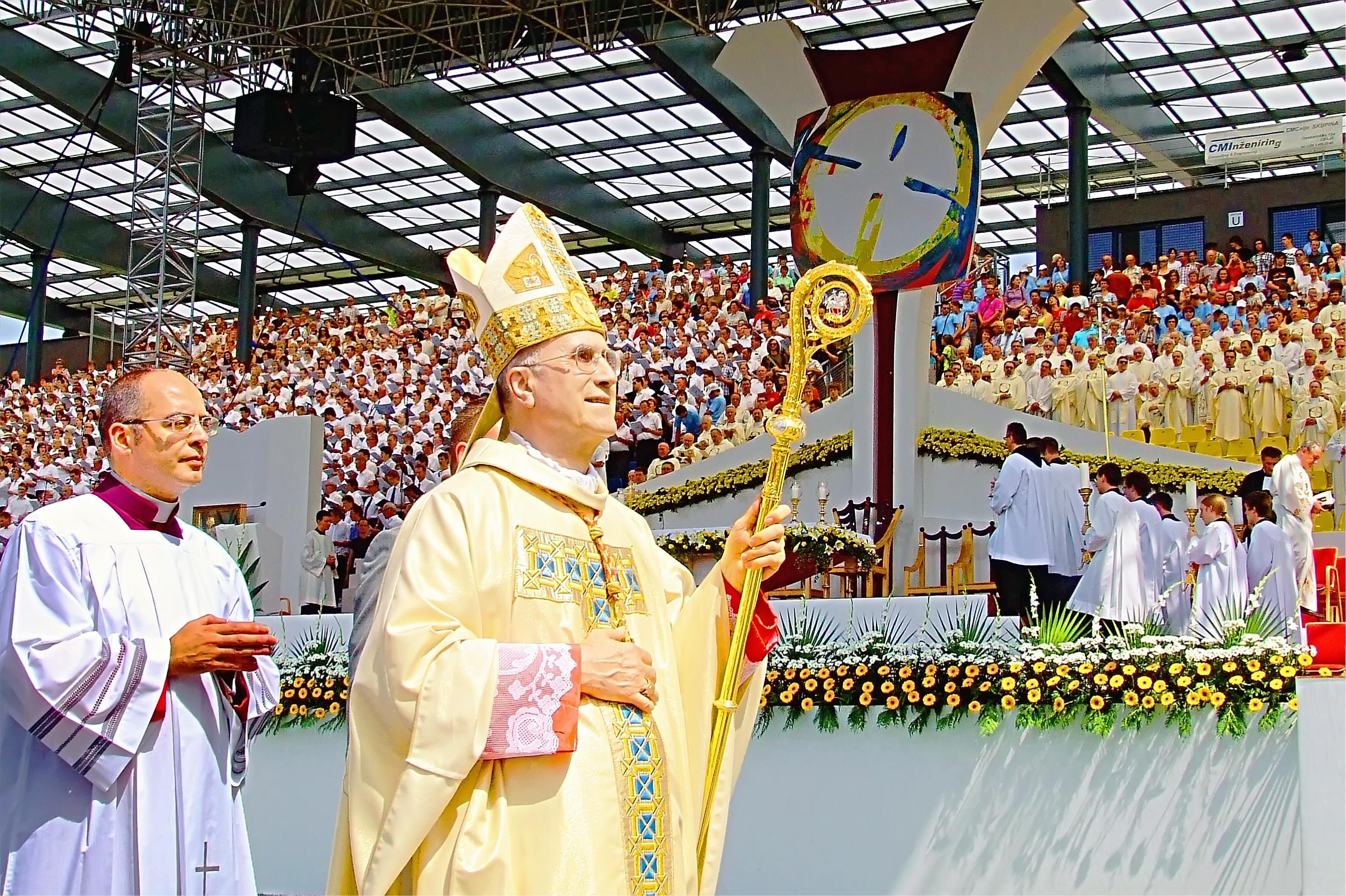
Kardinál Tarcisio Bertone při jeho blahořečení v Celje

Během letních prázdnin roku 1942 nejel domů, protože na venkově bylo mnoho násilí a nebylo tam bezpečno. Teprve na Nový rok 1943 se rozhodl navštívit matku a další příbuzné. Požádal o povolení k cestě domů. Nejprve navštívil svého přítele ve vesnici Struge. Dne 1. ledna 1943 se zúčastnil mše svaté v cisterciáckém klášteře Stična, při které také přijal svaté přijímání, načež odcestoval vlakem z Ivančna Gorica do Trebnje, kde vlak nemohl pokračovat, neboť byly zničeny koleje. Rozhodl se pokračovat směrem k Mirně pěšky a na vozíku. Poté, co dorazil do Mirna jej zadrželi a vyslýchali jugoslávští komunističtí partyzáni, kteří pronásledovali křesťany. Nalezli u něj náboženskou knihu Následování Krista od Tomáše Kempenského a brožuru o Panně Marii Fatimské. Byl převezen do nedalekého hostince, kde byl vyslýchán a mučen, načež jej partyzáni za údajnou protikomunistickou činnost dne 1. ledna 1943 zabili v lese u Mirny. Dne 23. února 1943 bylo jeho tělo se známkami mučení nalezeno dětmi, načež bylo převezeno na zkoumání do Šentrupertu. Zde také bylo na místním hřbitově pochováno, neboť v té době jej nebylo možné pohřbít v rodné farnosti. Při pitvě jeho kosterních pozůstatků roku 1999 bylo zjištěno, že byl zastřelen pistolí, nedalo se však již zjistit, zdali byl mučen. Roku 2011 byly jeho ostatky slavnostně přeneseny do kostela Nanebevzetí Panny Marie v Čateži (diecéze novomestská), kde je mu zasvěcen boční oltář.

## Úcta

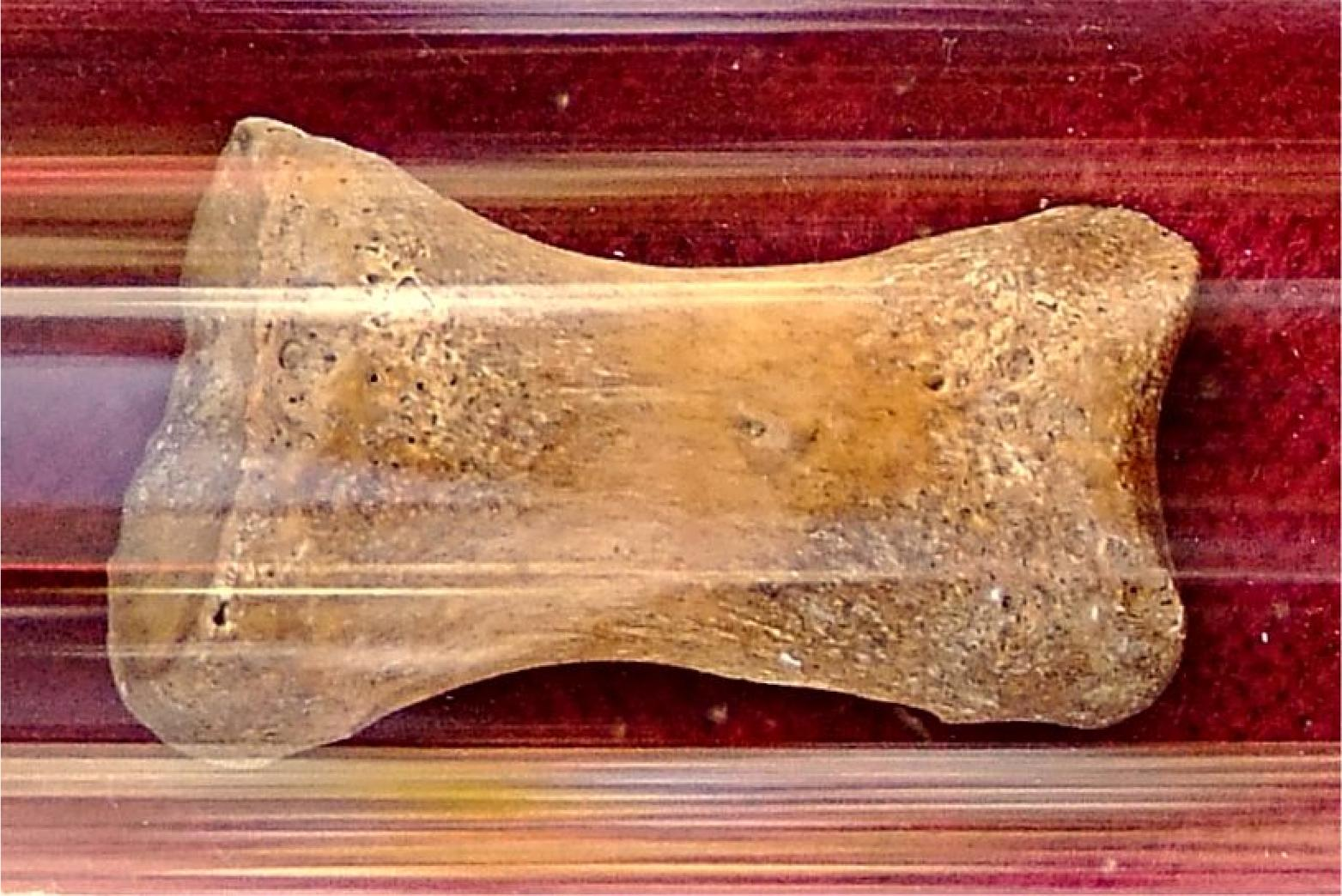
Jeho relikvie

Jeho beatifikační proces započal dne 1. prosince 1992, čímž obdržel titul služebník Boží. Dne 27. března 2010 podepsal papež Benedikt XVI. dekret o jeho mučednictví.
Blahořečen pak byl dne 13. června 2010 v Celje. Obřadu předsedal jménem papeže Benedikta XVI. kardinál Tarcisio Bertone.
Jeho památka je připomínána 27. května. Bývá zobrazován v obleku s knihou, nebo sněženkami, které kvetly okolo jeho těla, když bylo nalezeno. Je patronem žáků, studentů, Katolické akce, básníků a Slovinska.

### Související články

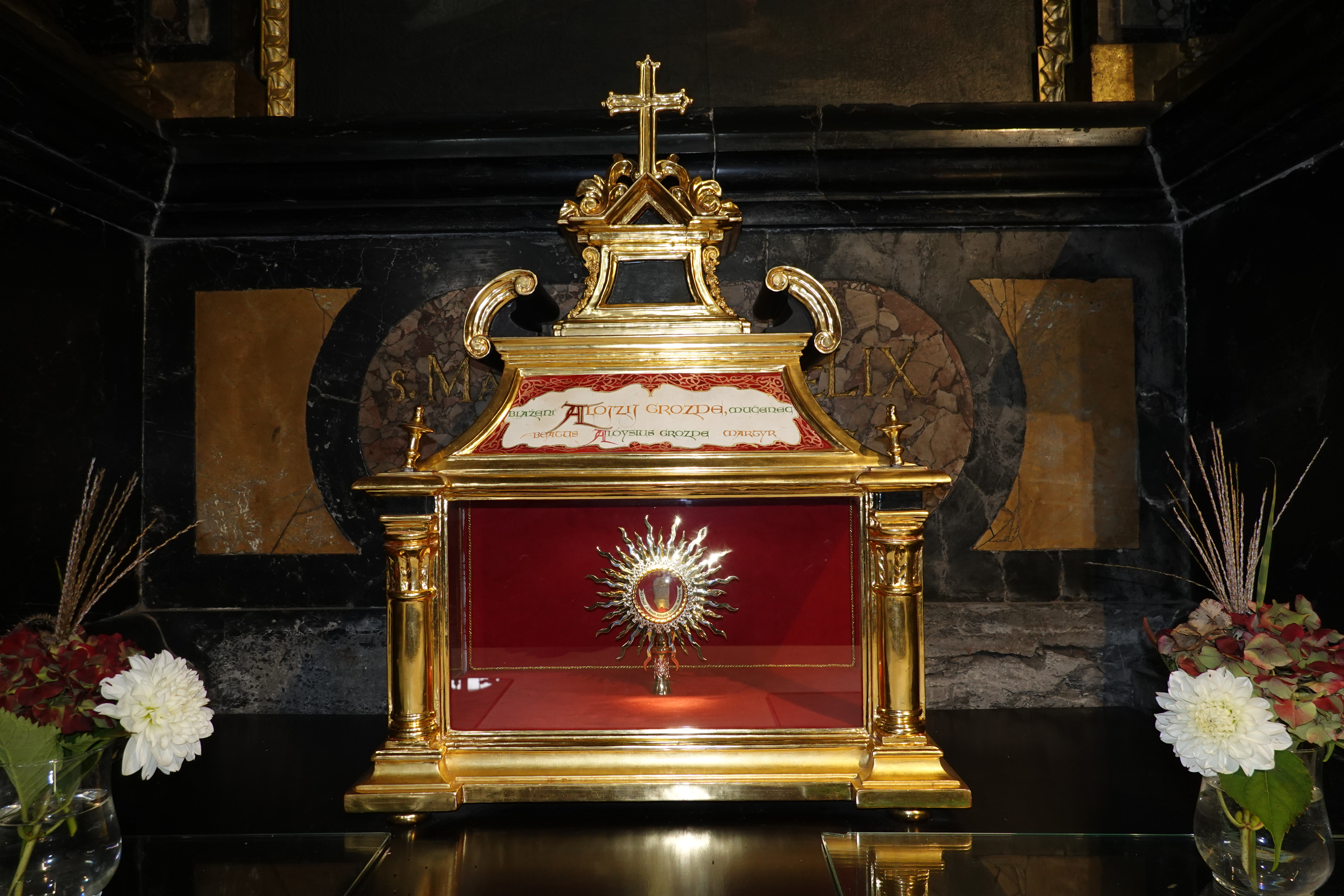
Relikviář s jeho relikvií v katedrále sv. Mikuláše v Lublani